# Томара, Василий Степанович
Василий Степанович Томара (другие варианты написания фамилии — Томорка и Тамара, 1740 — 3 марта 1819) — русский дипломат, официальный полномочный посол России в Турции, сенатор, действительный тайный советник.

## Биография
Василий Степанович Томара происходил из переяславского казацкого полкового рода; сын полковника Стефана Томары (младшего). Род происходит от Степана Ивановича Томорки (1660—1715), сына греческого купца Ивана Томорки Мокуляева, поселившегося на Левобережье Днепра в XVII веке. Прозвище Ивана Мокуляева «Томорка» было преобразовано писарями в фамилию Томара (также — Тамара). Наряду со Степаном у Ивана Томорки Мокуляева от дочери черниговского полковника Якова Лизогуба Пелагеи было ещё двое сыновей: Василий, ставший наказным казацким полковником в Чернигове, и Парфён, служивший в Переяславском полку как и Степан Томара, но погибший в Крымскую войну.
Мать Василия Степановича Томары была внучкой генерального писаря Войска Запорожского Василия Леонтьевича Кочубея. Детство Василий Степанович Томара провёл в отцовском имении в селе Коврай под Черкассами. Его наставником в юности был философ Григорий Сковорода.
На службе с 1759 года. Сначала служил переводчиком на Кавказе и в качестве такового упоминается в реляциях князя H. В. Репнина Екатерине II за 1775 год.
3 июня 1783 года уже в чине подполковника, доставил грузинскому царю Ираклию от князя Потёмкина проект трактата о признании верховной власти и покровительства России и после принятия его Ираклием отвёз его в Петербург. Принимал деятельное участие в переговорах, предшествовавших заключению этого трактата.
В октябре 1784 года ездил в Исфахан к Али-Мурат-хану с письмом от князя Потёмкина.
21 июля 1797 года был произведён в тайные советники, а в 1799 году назначен чрезвычайным посланником и полномочным министром в Константинополь. В этой должности оставался до 17 сентября 1811 года, когда вышел в отставку с чином действительного тайного советника.
Умер 3 марта 1819 года.

## Отзывы
Современники отзываются о нём как об умном и талантливом дипломате. В известной книге Жозефа Местра «Les Soirées de St-Petersbourg» — Tомара фигурирует как один из собеседников.
Василий Капнист оплакивал его смерть в стихах.

## Источник
- Тамара, Василий Степанович // Русский биографический словарь : в 25 томах. — СПб.—М., 1896—1918.